# Mislinjska Dobrava
Mislinjska Dobrava – wieś w Słowenii, w gminie miejskiej Slovenj Gradec. W 2018 roku liczyła 759 mieszkańców. 